# Liste des médaillés aux Jeux olympiques d'hiver de 1992
Cet article liste les athlètes ayant remporté une médaille aux Jeux olympiques d'hiver de 1992 à Albertville en France du 8 au 23 février 1992.

## Biathlon
| Épreuves                             | Or                                                              | Argent                                                                                         | Bronze                                                                   |
| ------------------------------------ | --------------------------------------------------------------- | ---------------------------------------------------------------------------------------------- | ------------------------------------------------------------------------ |
| Hommes                               |                                                                 |                                                                                                |                                                                          |
| 10 km sprint résultats détaillés     | Mark Kirchner (GER)                                             | Ricco Groß (GER)                                                                               | Harri Eloranta (FIN)                                                     |
| 20 km individuel résultats détaillés | Jevgenij Redkin (EUN)                                           | Mark Kirchner (GER)                                                                            | Mikael Löfgren (SWE)                                                     |
| relais 4×7,5 km résultats détaillés  | Allemagne Fritz Fischer Ricco Groß Mark Kirchner Jens Steinigen | Équipe unifiée de l'ex-URSS Valeri Kirienko Valeri Medvedtsev Alexander Popov Sergei Tchepikov | Suède Leif Andersson Ulf Johansson Mikael Löfgren Tord Wiksten           |
| Femmes                               |                                                                 |                                                                                                |                                                                          |
| 7,5 km sprint résultats détaillés    | Anfisa Reztsova (EUN)                                           | Antje Misersky (GER)                                                                           | Elena Belova (EUN)                                                       |
| 15 km individuel résultats détaillés | Antje Misersky (GER)                                            | Svetlana Petcherskaia (EUN)                                                                    | Myriam Bédard (CAN)                                                      |
| relais 3×7,5 km résultats détaillés  | France Anne Briand Véronique Claudel Corinne Niogret            | Allemagne Uschi Disl Antje Misersky Petra Schaaf                                               | Équipe unifiée de l'ex-URSS Elena Belova Elena Melnikova Anfisa Reztsova |

## Bobsleigh
| Épreuves                         | Or                                                                   | Argent                                                          | Bronze                                                             |
| -------------------------------- | -------------------------------------------------------------------- | --------------------------------------------------------------- | ------------------------------------------------------------------ |
| Hommes                           |                                                                      |                                                                 |                                                                    |
| Bob à deux résultats détaillés   | Suisse Donat Acklin Gustav Weder                                     | Allemagne Rudi Lochner Markus Zimmermann                        | Allemagne Günther Eger Christoph Langen                            |
| Bob à quatre résultats détaillés | Autriche Ingo Appelt Gerhard Haidacher Thomas Schroll Harald Winkler | Allemagne René Hannemann Wolfgang Hoppe Axel Kühn Bogdan Musiol | Suisse Donat Acklin Curdin Morell Lorenz Schindelholz Gustav Weder |

## Combiné nordique
| Épreuves                       | Or                                               | Argent                                                          | Bronze                                                 |
| ------------------------------ | ------------------------------------------------ | --------------------------------------------------------------- | ------------------------------------------------------ |
| Hommes                         |                                                  |                                                                 |                                                        |
| Individuel résultats détaillés | Fabrice Guy (FRA)                                | Sylvain Guillaume (FRA)                                         | Klaus Sulzenbacher (AUT)                               |
| Par équipe résultats détaillés | Japon Takanori Kono Reiichi Mikata Kenji Ogiwara | Norvège Knut Tore Apeland Fred Børre Lundberg Trond Einar Elden | Autriche Stefan Kreiner Klaus Ofner Klaus Sulzenbacher |

## Hockey sur glace
| Épreuves                             | Or | Argent | Bronze |
| ------------------------------------ | --- | --- | --- |
| Tournoi masculin résultats détaillés | Équipe Unifiée de l'ex-URSS Sergueï Baoutine Igor Boldine Nikolaï Borchtchevski Viatcheslav Boutsaïev Slava Bykov Ievgueni Davydov Alexeï Jamnov Alexeï Jitnik Darius Kasparaitis Nikolaï Khabibouline Iouri Khmyliov Andreï Khomoutov Andreï Kovalenko Alekseï Kovaliov Igor Kravtchouk Vladimir Malakhov Dmitri Mironov Sergueï Petrenko Vitali Prokhorov Mikhail Shtalenkov Andreï Trefilov Dmitri Iouchkevitch Sergueï Zoubov | Canada Dave Archibald Todd Brost Sean Burke Kevin Dahl Curt Giles Dave Hannan Gord Hynes Fabian Joseph Joé Juneau Trevor Kidd Patrick Lebeau Chris Lindberg Eric Lindros Kent Manderville Adrien Plavsic Dan Ratushny Sam Saint-Laurent Brad Schlegel Wally Schreiber Randy Smith Dave Tippett Brian Tutt Jason Woolley | Tchécoslovaquie Patrik Augusta Petr Bříza Jaromír Dragan Leo Gudas Milan Hnilička Miloslav Hořava Petr Hrbek Otakar Janecký Tomáš Jelínek Drahomír Kadlec Kamil Kašťák Robert Lang Igor Liba Ladislav Lubina František Procházka Petr Rosol Bedřich Ščerban Jiří Šlégr Richard Šmehlík Róbert Švehla Oldřich Svoboda Radek Ťoupal Peter Veselovský Richard Žemlička |

## Luge
| Épreuves                   | Or                                    | Argent                               | Bronze                              |
| -------------------------- | ------------------------------------- | ------------------------------------ | ----------------------------------- |
| Hommes                     |                                       |                                      |                                     |
| Simple résultats détaillés | Georg Hackl (GER)                     | Markus Prock (AUT)                   | Markus Schmidt (AUT)                |
| Double résultats détaillés | Allemagne Jan Behrendt Stefan Krausse | Allemagne Yves Mankel Thomas Rudolph | Italie Norbert Huber Hansjörg Raffl |
| Femmes                     |                                       |                                      |                                     |
| Simple résultats détaillés | Doris Neuner (AUT)                    | Angelika Neuner (AUT)                | Susi Erdmann (GER)                  |

## Patinage artistique
| Épreuves                       | Or                                                             | Argent                                                | Bronze                                                     |
| ------------------------------ | -------------------------------------------------------------- | ----------------------------------------------------- | ---------------------------------------------------------- |
| Hommes                         |                                                                |                                                       |                                                            |
| Individuel résultats détaillés | Viktor Petrenko (EUN)                                          | Paul Wylie (USA)                                      | Petr Barna (CZE)                                           |
| Femmes                         |                                                                |                                                       |                                                            |
| Individuel résultats détaillés | Kristi Yamaguchi (USA)                                         | Midori Ito (JPN)                                      | Nancy Kerrigan (USA)                                       |
| Mixte                          |                                                                |                                                       |                                                            |
| Couples résultats détaillés    | Équipe unifiée de l'ex-URSS Natalia Mishkutenok Artur Dmitriev | Équipe unifiée de l'ex-URSS Elena Bechke Denis Petrov | Canada Isabelle Brasseur Lloyd Eisler                      |
| Danse résultats détaillés      | Équipe unifiée de l'ex-URSS Marina Klimova Sergueï Ponomarenko | France Isabelle Duchesnay Paul Duchesnay              | Équipe unifiée de l'ex-URSS Maïa Oussova Alexandre Jouline |

## Patinage de vitesse
| Épreuves                     | Or                      | Argent                  | Bronze                          |
| ---------------------------- | ----------------------- | ----------------------- | ------------------------------- |
| Hommes                       |                         |                         |                                 |
| 500 m résultats détaillés    | Uwe-Jens Mey (GER)      | Toshiyuki Kuroiwa (JPN) | Junichi Inoue (JPN)             |
| 1 000 m résultats détaillés  | Olaf Zinke (GER)        | Kim Yoon-man (KOR)      | Yukinori Miyabe (JPN)           |
| 1 500 m résultats détaillés  | Johann Olav Koss (NOR)  | Ådne Søndrål (NOR)      | Leo Visser (NED)                |
| 5 000 m résultats détaillés  | Geir Karlstad (NOR)     | Falko Zandstra (NED)    | Leo Visser (NED)                |
| 10 000 m résultats détaillés | Bart Veldkamp (NED)     | Johann Olav Koss (NOR)  | Geir Karlstad (NOR)             |
| Femmes                       |                         |                         |                                 |
| 500 m résultats détaillés    | Bonnie Blair (USA)      | Qiaobo Ye (CHN)         | Christa Rothenburger (GER)      |
| 1 000 m résultats détaillés  | Bonnie Blair (USA)      | Qiaobo Ye (CHN)         | Monique Garbrecht-Enfeldt (GER) |
| 1 500 m résultats détaillés  | Jacqueline Börner (GER) | Gunda Niemann (GER)     | Seiko Hashimoto (JPN)           |
| 3 000 m résultats détaillés  | Gunda Niemann (GER)     | Heike Warnicke (GER)    | Emese Hunyady (AUT)             |
| 5 000 m résultats détaillés  | Gunda Niemann (GER)     | Heike Warnicke (GER)    | Claudia Pechstein (GER)         |

## Saut à ski
| Épreuves                           | Or                                                                           | Argent                                                              | Bronze                                                               |
| ---------------------------------- | ---------------------------------------------------------------------------- | ------------------------------------------------------------------- | -------------------------------------------------------------------- |
| Hommes                             |                                                                              |                                                                     |                                                                      |
| Petit tremplin résultats détaillés | Ernst Vettori (AUT)                                                          | Martin Höllwarth (AUT)                                              | Toni Nieminen (FIN)                                                  |
| Grand tremplin résultats détaillés | Toni Nieminen (FIN)                                                          | Martin Höllwarth (AUT)                                              | Heinz Kuttin (AUT)                                                   |
| Par équipe résultats détaillés     | Finlande Risto Laakonen Mika Antero Laitinen Toni Nieminen Ari-Pekka Nikkola | Autriche Andreas Felder Martin Höllwarth Heinz Kuttin Ernst Vettori | Tchécoslovaquie František Jež Tomáš Goder Jaroslav Sakala Jiří Parma |

## Ski alpin
| Épreuves                     | Or                         | Argent                                            | Bronze                       |
| ---------------------------- | -------------------------- | ------------------------------------------------- | ---------------------------- |
| Hommes                       |                            |                                                   |                              |
| Descente résultats détaillés | Patrick Ortlieb (AUT)      | Franck Piccard (FRA)                              | Günther Mader (AUT)          |
| Super-G résultats détaillés  | Kjetil André Aamodt (NOR)  | Marc Girardelli (LUX)                             | Jan Einar Thorsen (NOR)      |
| Géant résultats détaillés    | Alberto Tomba (ITA)        | Marc Girardelli (LUX)                             | Kjetil André Aamodt (NOR)    |
| Slalom résultats détaillés   | Finn Christian Jagge (NOR) | Alberto Tomba (ITA)                               | Michael Tritscher (AUT)      |
| Combiné résultats détaillés  | Josef Polig (ITA)          | Gianfranco Martin (ITA)                           | Steve Locher (SUI)           |
| Femmes                       |                            |                                                   |                              |
| Descente résultats détaillés | Kerrin Lee-Gartner (CAN)   | Hilary Lindh (USA)                                | Veronika Wallinger (AUT)     |
| Super-G résultats détaillés  | Deborah Compagnoni (ITA)   | Carole Merle (FRA)                                | Katja Seizinger (GER)        |
| Géant résultats détaillés    | Pernilla Wiberg (SWE)      | Anita Wachter (AUT) Diann Roffe Steinrotter (USA) | -                            |
| Slalom résultats détaillés   | Petra Kronberger (AUT)     | Annelise Coberger (NZL)                           | Blanca Fernández Ochoa (ESP) |
| Combiné résultats détaillés  | Petra Kronberger (AUT)     | Anita Wachter (AUT)                               | Florence Masnada (FRA)       |

## Ski de fond
| Épreuves                             | Or                                                                                       | Argent                                                                     | Bronze                                                                    |
| ------------------------------------ | ---------------------------------------------------------------------------------------- | -------------------------------------------------------------------------- | ------------------------------------------------------------------------- |
| Hommes                               |                                                                                          |                                                                            |                                                                           |
| 10 km classique résultats détaillés  | Vegard Ulvang (NOR)                                                                      | Marco Albarello (ITA)                                                      | Christer Majback (SWE)                                                    |
| Poursuite 15 km résultats détaillés  | Bjørn Dæhlie (NOR)                                                                       | Vegard Ulvang (NOR)                                                        | Giorgio Vanzetta (ITA)                                                    |
| 30 km classique résultats détaillés  | Vegard Ulvang (NOR)                                                                      | Bjørn Dæhlie (NOR)                                                         | Terje Langli (NOR)                                                        |
| 50 km libre résultats détaillés      | Bjørn Dæhlie (NOR)                                                                       | Maurilio de Zolt (ITA)                                                     | Giorgio Vanzetta (ITA)                                                    |
| Relais 4 × 10 km résultats détaillés | Norvège Bjørn Dæhlie Terje Langli Kristen Skjeldal Vegard Ulvang                         | Italie Marco Albarello Silvio Fauner Giuseppe Pulie Giorgio Vanzetta       | Finlande Jari Isometsä Harri Kirvesniemi Mika Kuusisto Jari Räsänen       |
| Femmes                               |                                                                                          |                                                                            |                                                                           |
| 5 km classique résultats détaillés   | Marjut Lukkarinen (FIN)                                                                  | Lioubov Iegorova (EUN)                                                     | Elena Välbe (EUN)                                                         |
| Poursuite 10 km résultats détaillés  | Lioubov Iegorova (EUN)                                                                   | Stefania Belmondo (ITA)                                                    | Elena Välbe (EUN)                                                         |
| 30 km libre résultats détaillés      | Lioubov Iegorova (EUN)                                                                   | Marjut Lukkarinen (FIN)                                                    | Elena Välbe (EUN)                                                         |
| 15 km classique résultats détaillés  | Stefania Belmondo (ITA)                                                                  | Lioubov Iegorova (EUN)                                                     | Elena Välbe (EUN)                                                         |
| Relais 4 × 5 km résultats détaillés  | Équipe unifiée de l'ex-URSS Lioubov Iegorova Larisa Lazutina Raisa Smetanina Elena Välbe | Norvège Trude Dybendahl Elin Nilsen Inger Helene Nybråten Solveig Pedersen | Italie Stefania Belmondo Manuela Di Centa Gabriella Paruzzi Bice Vanzetta |

## Athlètes les plus médaillés
| Rang | Athlète                | Sport               | Médaille d'or, Jeux olympiques | Médaille d'argent, Jeux olympiques | Médaille de bronze, Jeux olympiques | Total |
| ---- | ---------------------- | ------------------- | ------------------------------ | ---------------------------------- | ----------------------------------- | ----- |
| 1    | Lioubov Iegorova (EUN) | Ski de fond         | 3                              | 2                                  | 0                                   | 5     |
| 2    | Bjørn Dæhlie (NOR)     | Ski de fond         | 3                              | 1                                  | 0                                   | 4     |
| 2    | Vegard Ulvang (NOR)    | Ski de fond         | 3                              | 1                                  | 0                                   | 4     |
| 4    | Mark Kirchner (GER)    | Biathlon            | 2                              | 1                                  | 0                                   | 3     |
| 4    | Gunda Niemann (GER)    | Patinage de vitesse | 2                              | 1                                  | 0                                   | 3     |
| 4    | Toni Nieminen (FIN)    | Saut à ski          | 2                              | 1                                  | 0                                   | 3     |
| 7    | Bonnie Blair (USA)     | Patinage de vitesse | 2                              | 0                                  | 0                                   | 2     |
| 7    | Petra Kronberger (AUT) | Ski alpin           | 2                              | 0                                  | 0                                   | 2     |